# منتخب جبل طارق تحت 19 سنة لكرة القدم
منتخب جبل طارق تحت 19 سنة لكرة القدم (بالإنجليزية: Gibraltar national under-19 football team)‏ هو ممثل جبل طارق الرسمي في المنافسات الدولية في كرة القدم في فئة كرة قدم للرجال تحت 19 سنة، يديريه اتحاد جبل طارق لكرة القدم.